# Goseck
Goseck est une commune allemande de l'arrondissement du Burgenland, Land de Saxe-Anhalt.

## Géographie
|           | Mücheln   |            |
| Freyburg  | Goseck    | Weißenfels |
| Naumbourg | Schönburg |            |

Goseck est situé au nord de la Saale à mi-chemin entre Naumburg et Weißenfels. 
La ville de Markröhlitz, située à deux kilomètres au nord de Goseck, a été incorporée à la commune le 20 juillet 1950.

## Histoire
Les premières traces de peuplement humain sont du Néolithique, du Ve millénaire av. J.-C.. Des photographies aériennes dans les années 1990 et 2003 montrent la présence d'un cercle, le plus ancien site d'astronomie en Europe.
L'abbaye est dissoute en 1540 au moment de la Réforme. Le bâtiment principal devient le château.

## Personnalités liées à la commune
- Karl August Gottlieb Sturm (1803–1886), chantre
- Richard Leißling (1878–1957), naturaliste
- Margitta Lüder-Preil (née en 1939), actrice

## Source, notes et références
1. ↑  (de) « Zweite Verordnung zum Gesetz zur Änderung der Kreis- und Gemeindegrenzen zum 27. April 1950 (GuABl. S. 161). In: Landesregierung Sachsen-Anhalt (Hrsg.): Gesetz- und Amtsblatt des Landes Sachsen-Anhalt », sur ZDB, 5 août 1950 (consulté le 2022)

- (de) Cet article est partiellement ou en totalité issu de l’article de Wikipédia en allemand intitulé « Goseck » (voir la liste des auteurs).